# Ina Deter
Ingrid "Ina" Deter, née à Berlin le 14 janvier 1947, est une chanteuse allemande.

## Discographie
- 1976 - Ich sollte eigentlich ein Junge werden
- 1978 - Heute
- 1979 - Wenn wir unsern Neid besiegen
- 1981 - Aller Anfang sind wir
- 1982 - Neue Männer braucht das Land
- 1984 - Mit Leidenschaft
- 1986 - Frauen kommen langsam – aber gewaltig
- 1987 - Das Live-Album
- 1987 - Ich will die Hälfte der Welt
- 1990 - Soll mich lieben wer will
- 1991 - Ich bereue nichts
- 1993 - Ver-Rückte Zeiten
- 1997 - Mit früher ist heute vorbei
- 1999 - Hits und Flops (Compilation Doppel-CD)
- 2000 - Spieglein, Spieglein
- 2003 - Voilà – Lieder von Édith Piaf auf Deutsch
- 2007 - Ein Wunder